# 양학로
양학로(Yanghak-ro)는 대한민국 경상북도 포항시 북구 양학동 중심부를 연결하는 도로이다.

## 노선 경로
- 양학사거리
  - 국도 제7호선 (새천년대로), 양학천로
- 사거리 명칭 미상
  - 양학로9번길, 양학로10번길
    - 양학동주민센터
    - 득량주공아파트
- 사거리 명칭 미상
  - 양학로32번길, 양학로34번길
    - 학잠대림힐타운
    - 반도온천아파트
    - 인화아파트
- 사거리 명칭 미상
  - 양학로
    - 학잠보성타운
    - 백학아파트
    - 학잠주공2단지
    - 양학초등학교
- 사거리 명칭 미상
  - 이동로, 양학로126번길
    - 무궁화아파트
    - 양학중학교
    - 학잠동아아파트
    - 경성양학마을
    - 양학생활체육운동장